# Мерцальбен

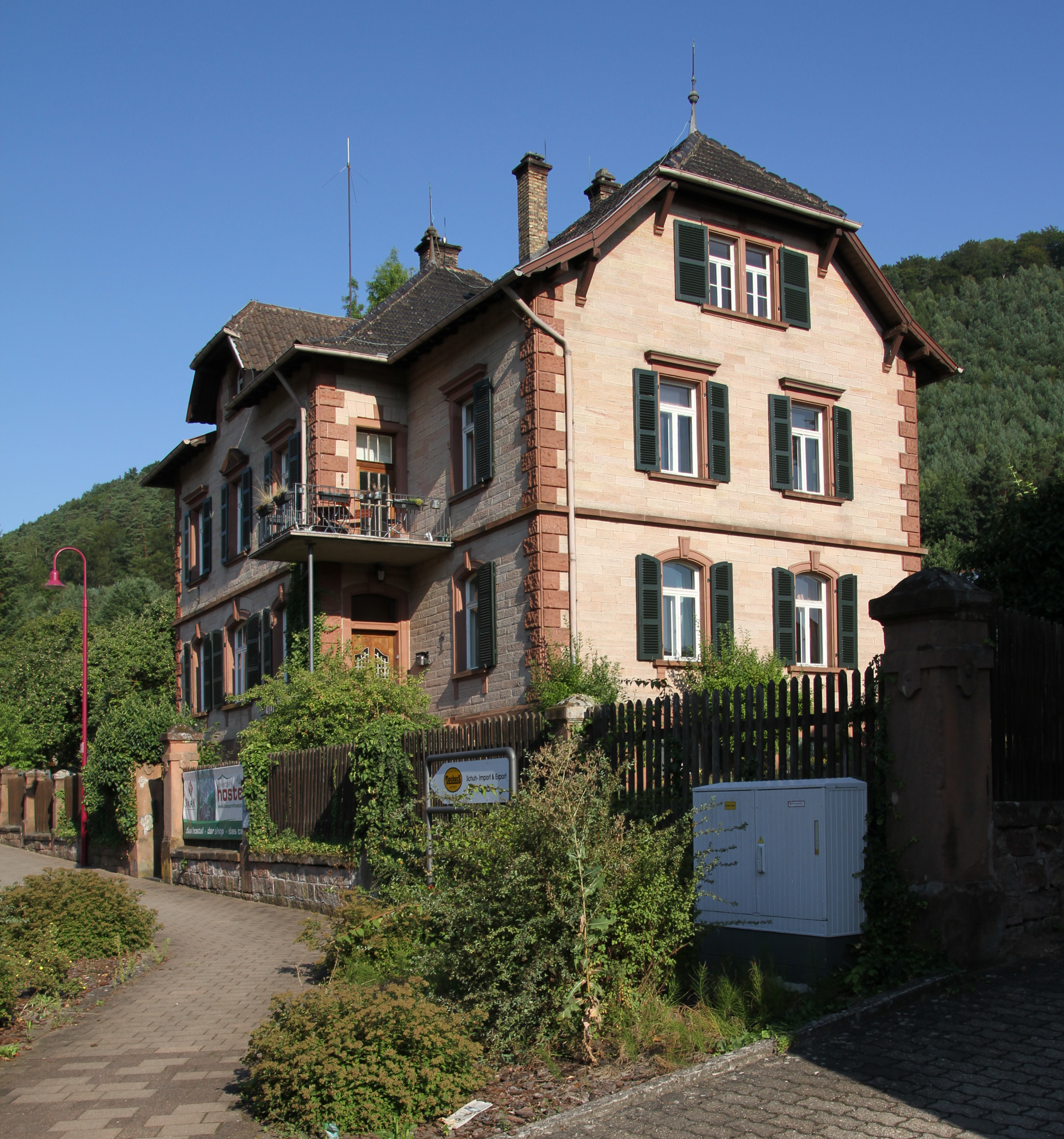

Мерцальбен (нем. Merzalben) — коммуна в Германии, в земле Рейнланд-Пфальц. 
Входит в состав района Юго-западный Пфальц. Подчиняется управлению Родальбен.  Население составляет 1239 человек (на 31 декабря 2010 года). Занимает площадь 30,01 км².